# Cyprus (romersk provins)
Cyprus var en provins inom romarriket.  Den blev en romersk provins 58 f.Kr.. Fram till 30 f.Kr. räknades ön till det hellenistiska kungariket Egypten, men blev åter en romersk provins efter Octavianus seger över Kleopatra och Marcus Antonius i Sjöslaget vid Actium.